# Amish Paradise
Amish Paradise è un singolo del cantautore statunitense "Weird Al" Yankovic, pubblicato il 12 marzo 1996 come primo estratto dal nono album in studio Bad Hair Day.

## Descrizione
Il brano è la parodia di Gangsta's Paradise di Coolio del 1995 e parla di un amish che racconta, in un modo un po' demenziale, le usanze e le tradizioni della sua comunità.

### Controversie
Nonostante Yankovic, tradizionalmente, richieda il permesso agli artisti oggetto di parodia (sebbene questo non sia legalmente richiesto, essendo le parodie soggette al concetto di fair use), e la sua casa discografica avesse garantito il consenso da parte di Coolio, quest'ultimo dichiarò in seguito di non aver dato il proprio assenso. Ciò creò una piccola controversia, oltre alle speculazioni secondo le quali Coolio avesse in realtà dato il suo permesso per poi in seguito pentirsene, ritenendo la parodia poco "cool", o su una possibile menzogna da parte dell'etichetta discografica di Yankovic, decisamente speranzosa nel successo del brano. Yankovic dichiarò poi su Behind the Music di aver scritto una lettera di scuse a Coolio, a cui il rapper non rispose, e che Coolio non protestò quando ricevette l'assegno dei diritti d'autore sui profitti della canzone.

## Tracce
1. Amish Paradise – 3:20
2. Everything You Know Is Wrong – 3:46
3. The Night Santa Went Crazy – 3:59
4. Dare to Be Stupid (Instrumental) – 3:25

## Video musicale
Il videoclip, che contiene non poche citazioni a "Gangsta's Paradise", mostra Weird Al senza baffi, con una folta barba finta e con i tipici abiti degli amish. Yankovic propone, in un modo un po' demenziale, alcune tradizioni e usanze degli amish.
Nella prima scena canta i primi due versi della canzone e, quando afferma che gli amish evitino la tecnologia, tre amish calpestano alcuni dispositivi elettronici (CD, floppy disk, computer portatili, etc...). Durante il terzo verso della canzone, si vede Yankovic mungere una mucca direttamente in una tazza di cereali e un altro amish, interpretato da Jon Schwartz, sfamare le galline con della pizza. Nel ritornello, le scene sono intervallate da una scena in cui Yankovic canta su uno sfondo nero sudando (citazione del video di Gangsta's Paradise). Sempre nel ritornello, c'è una scena in cui Yankovic zavorra il burro, ma si distrae vedendo una donna; in un'altra si vede un amish che guarda una "meridiana da polso" e un'altra in cui delle donne amish vendono delle trapunte.
Durante la seconda strofa, si vede Yankovic che legge un giornale, ma viene preso a calci da un ragazzino. Il cantante, come viene detto nella cultura amish, non reagisce, ma spera che lui vada all'inferno. Nella scena successiva si vede il cantante che viene deriso da due turisti ed egli, per tutta risposta, mostra a loro il dito medio alzato. Durante il ritornello, oltre alla già sopracitata scena dello sfondo nero, si vedono due ragazzini che leggono una rivista porno in cui mostra una donna amish che mostra le caviglie (questo, secondo la cultura amish, è considerato un gesto scandaloso).
Durante la terza strofa, oltre a varie scene di Yankovic davanti a un fienile e davanti ad un calesse, si vede Yankovic che canta davanti ad una donna amish seduta a cavalcioni su una sedia (altra citazione del video di Gangsta's Paradise) e, ad un certo punto, si toglie il cappello e mostra una pettinatura identica a quella di Coolio. Durante l'ultimo ritornello, Yankovic cammina verso lo spettatore mentre ogni cosa dietro di lui cammina al contrario. Questo effetto speciale è stato realizzato facendo camminare Yankovic all'indietro mentre le persone dietro di lui procedevano normalmente. L'ultima scena ritrae un coro amish che, quando la canzone finisce, se ne va.

## Classifiche
| Classifica (1996)                    | Posizione massima |
| ------------------------------------ | ----------------- |
| U.S. Billboard Hot 100               | 53                |
| U.S. Billboard Hot 100 Singles Sales | 22                |